# Pleiadi (torpilleur)
Le Pleiadi (fanion « PL ») était un torpilleur italien de la classe Spica - type Alcione lancé en 1937 pour la Marine royale italienne (en italien : Regia Marina). 

## Conception et description
Les torpilleurs de la classe Spica devaient répondre au traité naval de Londres qui ne  limitait pas le nombre de navires dont le déplacement standard était inférieur à 600 tonnes. Hormis les 2 prototypes, 3 autres types ont été construits : Alcione, Climene et Perseo. Ils avaient une longueur totale de 81,42 à 83,5 mètres, une largeur de 7,92 à 8,20 mètres et un tirant d'eau de 2,55 à 3,09 mètres. Ils déplaçaient 652 à 808 tonnes à charge normale, et 975 à 1 200 tonnes à pleine charge. Leur effectif était de 6 à 9 officiers et de 110 sous-officiers et marins
Les Spica étaient propulsés par deux turbines à vapeur à engrenages Parsons , chacune entraînant un arbre d'hélice et utilisant la vapeur fournie par deux chaudières Yarrow. La puissance nominale des turbines était de 19 000 chevaux-vapeur (14 000 kW) pour une vitesse de 33 nœuds (61 km/h) en service, bien que les navires aient atteint des vitesses supérieures à 34 nœuds (62,97 km/h) lors de leurs essais en mer alors qu'ils étaient légèrement chargés. Ils avaient une autonomie de 1 910 milles nautiques (3 540 km) à une vitesse de 15 nœuds (27,7 km/h)
Leur batterie principale était composée de 3 canons 100/47 OTO Model 1937. La défense antiaérienne (AA) des navires de la classe Spica était assurée par 4 mitrailleuses jumelées Breda Model 1931 de 13,2 millimètres. Ils étaient équipés de 2 tubes lance-torpilles de 450 millimètres (21 pouces) dans deux supports jumelés au milieu du navire.  Les Spica étaient également équipés de  2 lanceurs de charges de profondeur et d'un équipement pour le transport et la pose de 20 mines.

## Construction et mise en service
Le Pleiadi est construit par le chantier naval Cantieri del Mediterraneo à Naples en Italie, et mis sur cale le 4 janvier 1937. Il est lancé le 5 septembre 1937 et est achevé et mis en service le 4 juillet 1938. Il est commissionné le même jour dans la Regia Marina.

## Histoire de service
Au moment de l'entrée de l'Italie dans la Seconde Guerre mondiale, le Pleiadi fait partie du XIVe escadron de torpilleurs basé à Messine, qu'il forme avec ses navires jumeaux (sister ships)  Partenope, Pallade et Polluce. L'unité était commandée par le lieutenant de vaisseau (tenente di vascello) Carlo Borello.
Le 16 juin 1940, le Pleiadi reçoit le pavillon de combat à Crotone, offert par la Ligue navale locale (au cours de ses missions, le navire se trouve également à Crotone le 13 septembre et les 5, 14 et 20 octobre de la même année).
Dans la première période du conflit, le navire est principalement employé à l'escorte de convois et à la surveillance anti-sous-marine dans le sud de la mer Tyrrhénienne et la mer Ionienne. Plus tard, il a également participé à des missions d'escorte vers l'Afrique du Nord.
Le 6 août, le torpilleur, ainsi que ses navires jumeaux Aldebaran, Cigno et Cassiopea, escortent les croiseurs Alberico da Barbiano et Alberto di Giussano et les destroyers Pigafetta et Zeno engagés dans la pose de barrages de mines dans les eaux de Pantelleria.
Entre le 31 août et le 1er septembre 1940, le Pleiadi et le Partenope escortent le cuirassé Giulio Cesare, qui a subi des pannes de moteur lors d'une sortie en mer, sur sa route de retour vers Tarente.
Le 14 avril 1941, il quitta Naples pour escorter vers Tripoli, en compagnie des destroyers Grecale, Geniere, Aviere et Camicia Nera, les vapeurs Alicante, Santa Fe, Maritza et Procida. Après un arrêt à Palerme qui dure du 17 au 18 avril à 8 heures du matin pour éviter l'attaque de navires anglais, le convoi continue vers le port libyen où il arrive le 20.
Le 12 mai à 20 h 30, le Pleiadi, escortant le vapeur Bosforo, chasse avec des grenades sous-marines un sous-marin au large de Tripoli. Dans cette action, le sous-marin britannique HMS Undaunted (N55) aurait pu être coulé, mais il aurait aussi pu (plus probablement) sauter sur des mines ou être coulé par le torpilleur Pegaso,,.
Du 15 au 19 mai, le torpilleur escorte de Tripoli à Benghazi le vapeur Silvio Scaroni, qui pendant la navigation est également attaqué sans succès par le sous-marin britannique HMS Unbeaten (N93) à la position géographique de 32° 46′ N, 14° 06′ E (au large de Tagiura).
Le 31 mai 1941, le Pleiadi est amarré dans le port de Tripoli (où il vient d'arriver) lorsque, vers midi, un hydravion de reconnaissance italien CANT Z.501, qui est en panne (d'autres sources parlent d'une manœuvre erronée), s'écrase sur le pont arrière du navire et explose. À bord du torpilleur, un feu furieux se développe, qui s'avère rapidement indomptable. Afin d'éviter d'autres dommages à d'autres navires (au cas où les incendies auraient atteint les dépôts de munitions en provoquant leur explosion), le Pleiadi est remorqué hors du port, où l'on tente de l'échouer, mais quelques heures plus tard, il coule en laissant les superstructures centrale et de proue à la surface,,. Les superstructures sont presque détruites, tandis que la coque est sérieusement endommagée par le feu,. Il y a 21 blessés et 18 morts (d'après le journal du marin Salvatore Ferrara, qui a survécu au naufrage).
Le 13 octobre 1941, pendant la phase initiale des travaux de sauvetage, le Pleiadi est attaqué par des avions britanniques et touché par une bombe,,. Il est également endommagé immédiatement après par une tempête de mer, le torpilleur est considéré comme perdu, et abandonné après le retrait des matériaux amovibles et réutilisables.

### Commandement
- Lieutenant de vaisseau (Tenente di vascello) Carlo Borello (né à Naples le 12 juillet 1908) (10 juin 1940 - 13 octobre 1941)

## Sources
- (it) Cet article est partiellement ou en totalité issu de l’article de Wikipédia en italien intitulé « Pleiadi (torpediniera) » (voir la liste des auteurs).